# Machilus oculodracontis
Machilus oculodracontis är en lagerväxtart som beskrevs av Woon Young Chun. Machilus oculodracontis ingår i släktet Machilus och familjen lagerväxter. Inga underarter finns listade i Catalogue of Life.